# Annika Blanke

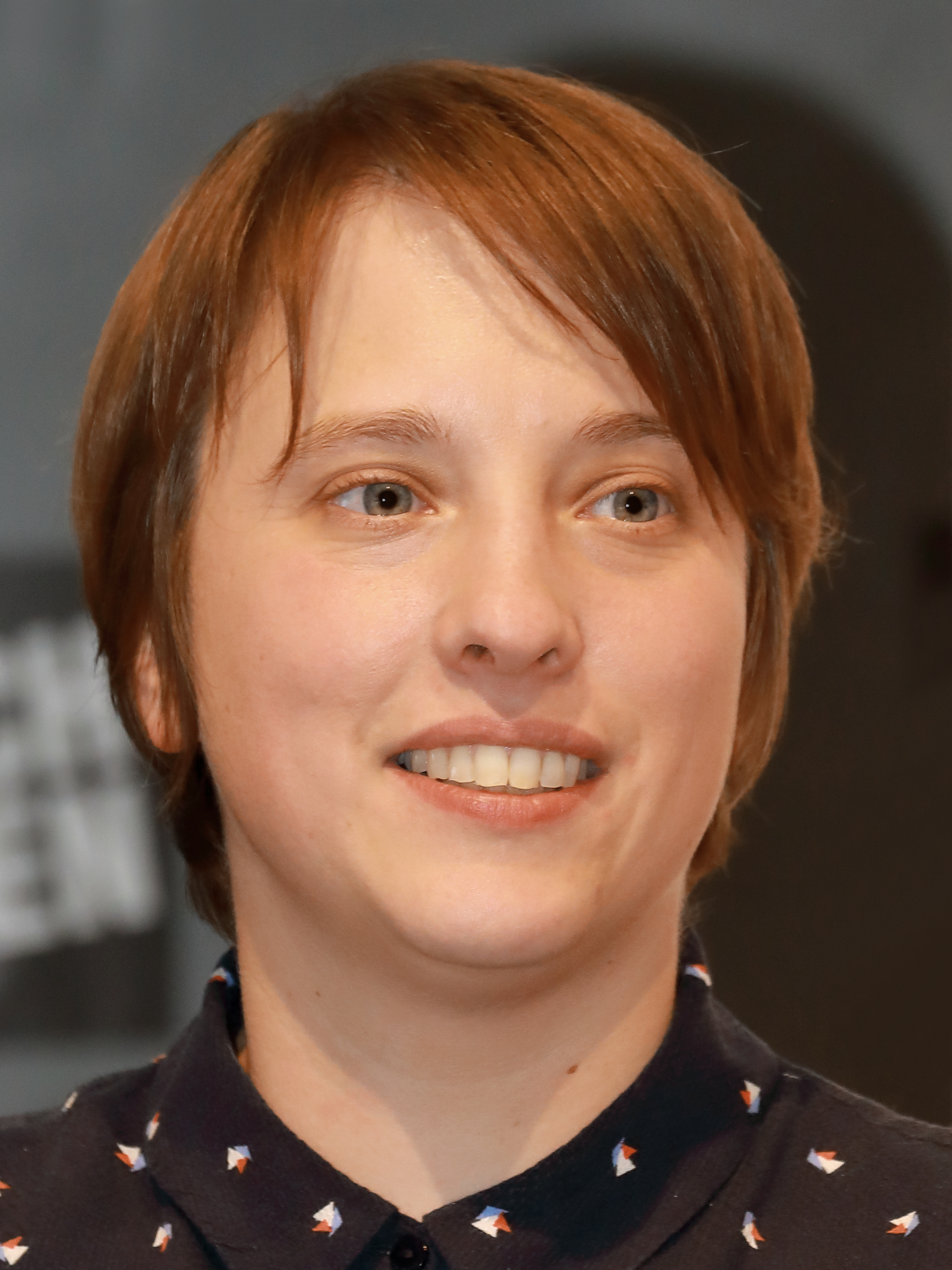
Annika Blanke (2019)

Annika Blanke (* 1984 in Leer) ist eine deutsche Autorin, Slam-Poetin, Kabarettistin und Moderatorin.

## Biografie
Nach diversen Veröffentlichungen in Anthologien und Zeitschriften erschien 2012 im Lektora-Verlag ihr erster Roman Born: Toulouse. Die Nordwest-Zeitung lobte darin „ihre Gabe, etwas länger in Worte hineinzuhören und ihre Stärke, Menschen – auch in ihren feinen, unscheinbaren Bewegungen – knapp, aber brillant zu beschreiben“. 2017 folgte ein Erzählband namens Neulich war gestern noch heute. 2023 erschien Wenn man sie jetzt so sehen könnte.
Annika Blanke ist seit 2007 Teilnehmerin und Siegerin zahlreicher Poetry Slams.  2009 erreichte sie bei den deutschsprachigen Slam-Meisterschaften in Düsseldorf das Halbfinale, 2013 in Bielefeld ebenfalls.
Auch bei der Plattdeutschen Variante Slam op Platt ist sie regelmäßige Teilnehmerin und trat unter anderem 2017 auf Einladung des NDR im Landeshaus Kiel auf.
2015 eröffnete Blanke die Spoken-Word-Show von Andrea Gibson in Berlin. 2017 wurde Blanke Vizemeisterin des Slam Battle auf dem Wacken Open Air, 2019 konnte sie im Doppelsieg mit der Poetin Khaaro den Wettbewerb für sich entscheiden. Weitere bisherige Festivalauftritte umfassen u. a. das Deichbrand Festival, das Open Flair und das A Summer’s Tale. Auf Einladung der Botschaft der Bundesrepublik Deutschland vertrat Blanke 2019 die Bundesrepublik beim Poetry Slam-Wettstreit der deutschsprachigen Länder auf der BUCH WIEN.
2021 wurde ihr erstes Soloprogramm „Neulich war gestern noch heute“ für den Kabarettpreis St. Ingberter Pfanne nominiert. 2022 wurde es mit dem Rostocker Koggenzieher in Silber ausgezeichnet. In seiner Laudatio sagte Kabarettist René Sydow: „So schön und reichhaltig die Welt der Literatur auch ist, wir merken erst, wie großartig Sprache tatsächlich ist, wenn eine Meisterin wie diese sie in die Finger kriegt.“ 2023 feierte Blankes zweites Soloprogramm „Blankes Entsetzen!“ Premiere.
Gemeinsam mit Insa Sanders und Rita Apel bildete sie die wandernde Lesebühne DAMES BLONDE. Seit dem Tod Apels treten Blanke und Sanders weiterhin gemeinsam unter ihren Nachnamen auf. 
Sie ist Mitbegründerin der Lesebühne Metrophobia (gemeinsam mit Christian Bruns) in Oldenburg, wo Blanke auch lebt und arbeitet.

## Auszeichnungen
- 2022: Rostocker Koggenzieher (Silber)
- 2023: Reinheimer Satirelöwe (Bronze)

## Veröffentlichungen
- Annika Blanke, Cathrin Bleeker: Mal was anderes. Hebus-Verlag, 2002, ISBN 3-935083-14-9.
- Annika Blanke: Born: Toulouse. Lektora-Verlag, 2012, ISBN 978-3-938470-87-9.
- Annika Blanke: Neulich war gestern noch heute. Lektora-Verlag, 2017, ISBN 978-3-95461-092-1.
- Annika Blanke: Wenn man sie jetzt so sehen könnte. Lektora, 2023, ISBN 978-3-95461-240-6.

### Textbeiträge in
- Weihnachten – Zeit für Gedichte und Geschichten. Hebus-Verlag, 2004, ISBN 3-935083-25-4.
- Axel Klingenberg (Hrsg.): The Punchliner Nr. 6. Verlag Andreas Reiffer, 2009, ISBN 978-3-934896-06-2.
- Signalstärke: hervorragend. Stellwerck, 2009, ISBN 978-3-941949-00-3.
- Die Abschaffung des Ponys. Stellwerck, 2011, ISBN 978-3-941949-01-0.
- Gina Kossel (Hrsg.): Ein Mops kam in die Küche. Isensee Verlag, 2012, ISBN 978-3-89995-903-1.
- David Grashoff (Hrsg.): Das Slamperium schlägt zurück: Eine Nerd-Slam-Anthologie. Lektora-Verlag, 2014, ISBN 978-3-95461-017-4.
- Clara Nielsen, Nora Gomringer (Hrsg.): Lautstärke ist weiblich. Satyr, 2017, ISBN 978-3-944035-91-8
- Stef, Sven Hensel (Hrsg.): Fantastische Queerwesen und wie sie sich finden. Satyr, 2019, ISBN 978-3-947106-30-1.
- Denise Bretz, Larissa Tiesbohnenkamp (Hrsg.): Die ultimative Poetry Slam Anthologie II. Lektora-Verlag, 2019, ISBN 978-3-95461-137-9.
- Denise Bretz, Andreas Köglowitz, Karsten Strack. (Hrsg.): Kein Versbreit den Faschisten – Die Welt ist uns zu braun, lass mal Blumen pflanzen! Lektora-Verlag, 2019, ISBN 978-3-95791-101-8.